# 小林昭寛
小林 昭寛（こばやし あきひろ）は、日本の知的財産学者・特許権法学者、弁理士。大阪工業大学名誉教授・知的財産専門職大学院元教授。元東京大学大学院法学政治学研究科附属ビジネスローセンター客員教授。元特許庁審判部首席審査長・審査第一部長。知的財産大学院協議会理事・第2委員会代表。日本知財学会(IPAJ)第16回年次学術研究発表会実行委員会委員長2018。
専門は、特許権法学・知的財産法、知的財産管理（IPマネジメント）・技術マネジメントなど。

## 略歴
1979年広島大学工学部電気工学科卒業。通商産業省（現：経済産業省）を経て、1981年特許庁入庁。ニューヨーク州立大学大学院留学を経験。同庁審査官、審判官、審査基準室長補佐。1996年日本貿易振興会(JETRO)デュッセルドルフセンター工業所有権部長。2001年特許庁審判企画室長。2004年同庁審査長。2005年同庁国際課長。2007年同庁上席審査長。2008年同庁首席審査長。2011年同庁審査第一部長。2012年特許庁退官、弁理士登録（日本弁理士会）。特許審査の品質管理体制・事業戦略対応まとめ審査の導入をはじめ、特許法等の改正と運用基準の策定に従事した。
2013年大阪工業大学知的財産専門職大学院教授。2015年同大学大学院知的財産研究科長。2025年大阪工業大学名誉教授。
大阪工業大学知的財産専門職大学院において、特に特許権/知的財産法学および知的財産管理（IPマネジメント）教育の育成に貢献した。
主な所属学会は、日本知財学会、日本弁理士会、日本ライセンス協会など。
知的財産の対外啓蒙活動として、京都大学、大阪工業大学、米国Unified Patents社主催（経済産業省後援）「知財戦略会議2018」への登壇、「知財のミカタ ～巡回特許庁in KANSAI」2019でモデレータ、。また、社会人向けに日本最大級の無料オンライン大学講座「gacco」（JMOOC公認プラットフォーム）で「知的財産とビジネス」の講師も務めている。

## 主な著書
- 特許・意匠・商標の基礎知識（法律知識ライブラリ(5)） 初版～改訂第４版（共著、青林書院1996、学術書）
- 注解：改正特許・実用新案法の改正の手引き（共著、発明協会1993、学術書）
- 平成15年改正法における無効審判等の運用指針（共著、特許庁1996、学術書）